# Robert R. Shafer
Robert R. Shafer, né le 10 avril 1958 à Charleston (Virginie-Occidentale), est un acteur américain.

## Biographie
Il a fréquenté le lycée à Romeo dans le Michigan et a obtenu son diplôme en 1976. Shafer a ensuite fréquenté le Broward College avant de déménager à Los Angeles pour devenir acteur.
Il est surtout connu pour le rôle d'un flic psychopathe dans Psychocop.

## Filmographie
- 1984 : Hotel Monplaisir : Rodney
- 1985 : Les routes du paradis (série télé) : Dennis (Saison 1 , Épisode 17)
- 1985 : Echo Park : directeur commercial
- 1987 : Hollywood Shuffle : directeur commercial
- 1989 : Psychocop : l'officier Joe Vickers
- 1993 : Wings (série télé) : Otto (Saison 4 , Épisode 18)
- 1993 : Psycho Cop Returns : l'officier Joe Vickers
- 1994 : A Brilliant Disguise : Jimmy Brennan
- 1997 : Charmante promotion : Jack Sherman
- 1997 : Mr. Atlas : Wilshire Frodden
- 2000 : À la recherche de Kelly : Sheriff Posey
- 2001 : Malcolm (série télé) : un officier de police (Saison 2 , Épisode 25)
- 2005-2013 : The Office (série télé) : Bob Vance (24 épisodes)